# 天主教江门教区
天主教江門教區（拉丁語：Dioecesis Chiammenensis）是天主教在中國廣東省中部設立的一個教區，屬於廣東教省。

## 概況
1946年4月11日，聖座在中國設立聖統制，江門宗座代牧區升格為江門教區，屬於廣東教省。教區範圍包括江門市、陽江市、中山市、珠海市、雲浮市及肇慶市。教座位於廣東省中山石歧鎮孫文中路148號的聖母聖心主教座堂，舊主教座堂位於江門北街海傍街67號的聖母聖心堂。現任教區主教為梁建森。
1950年，江門教區有信徒人數為8,292人、21個堂區、37司鐸和38位修女。

## 歷史

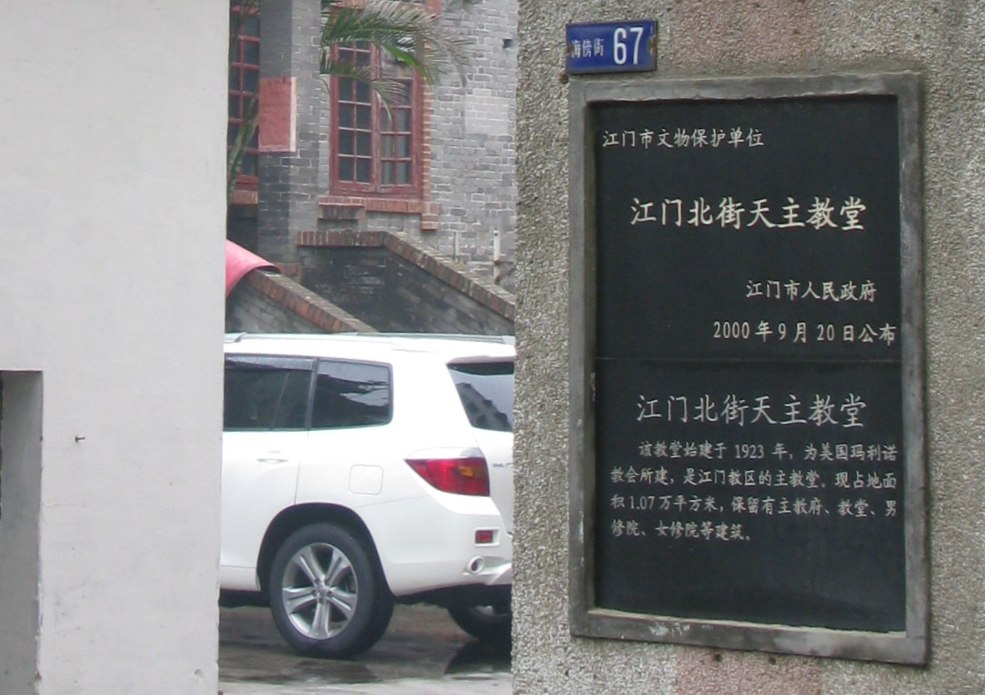
舊主教座堂位於江門北街海傍街的聖母聖心堂門外標誌

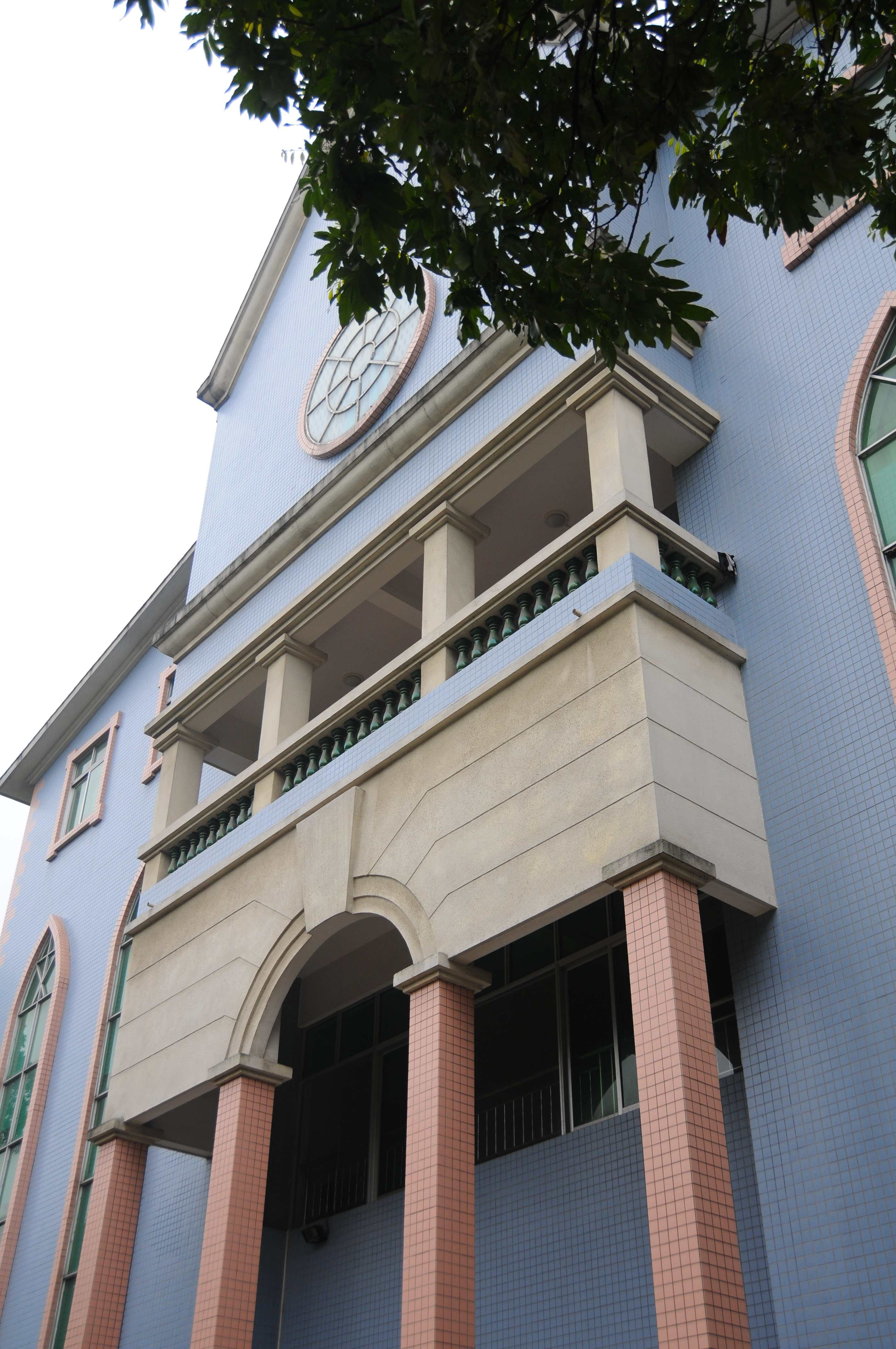
廣東 江門聖母聖心堂

1552年8月底，方濟·沙勿略神父到印度和日本傳教後，在中國廣東臺山海岸的上川島上計畫準備偷渡入境。但是，答應幫助他偷渡的中國商人反悔，遲遲不來。1552年12月3日晨，沙勿略因瘧疾病逝於島上，年僅46歲。1622年3月12日，聖方濟·沙勿略獲時任教宗額我略十五世封聖。1639年，澳門教區在上川島立一塊中葡文石碑，並建有小教堂紀念聖人。
1924年1月31日，聖座從廣州宗座代牧區劃出原由巴黎外方傳教會管轄廣東省中部的新會、臺山、陽江、赤溪、茂名、信宜、電白、羅定、鬱南、花縣和雲浮等縣，成立江門宗座監牧區，並交由瑪利諾外方傳教會負責管理。
1927年2月3日，聖座江門宗座監牧區升格為江門宗座代牧區，華理柱主教出任宗座代牧。1936年7月，華理柱主教返回美國出任瑪利諾外方傳教會第二任總會長。1937年6月17日，由柏增主教接任成為江門宗座代牧。同年，江門宗座代牧區已有信徒人數為約7,000人，外籍神父約50人和中國籍神父12人。
1946年4月11日，聖座在中國設立聖統制，江門宗座代牧區升格為江門教區，屬於廣東教省，柏增留任成為江門教區首任主教。
1949年10月1日，中國共產黨在中國大陸地區建立中華人民共和國，並開始針對天主教進行宗教迫害及打壓，教會已經無法正常功能。1950年至1952年暑，柏增主教曾多次被迫害。1952年6月6日被中國政府驅逐出境，並經葡屬澳門到達英屬香港。其後，所有外籍傳教士先後被中國政府驅逐出境，教區教務由中國籍神父負責。
1952年中梵斷交與葡屬澳門和中國政府先後封鎖邊界。1958年，中國天主教友愛國會擅自將原屬澳門教區的中山和肇慶教務劃歸江門教區負責。
1966年至1979年的文化大革命期間，教區所有宗教活動停止，中國政府沒收教會財產。直至1980年代初，江門教區續步恢復運作。
1981年9月27日，由中國政府控制的中國天主教愛國會未經時任教宗若望保祿二世准許，自選自聖李磐石為江門教區正權主教。1994年，愛國會擅自將江門教區茂名市劃歸北海教區。2009年11月25日，梁建森選舉成為江門教區主教候選人。2011年3月30日，梁建森獲時任教宗本篤十六世任命為江門教區正權主教。

## 歷任主教

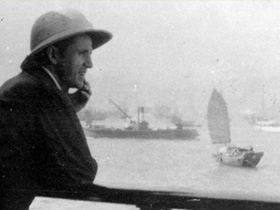
華理柱主教

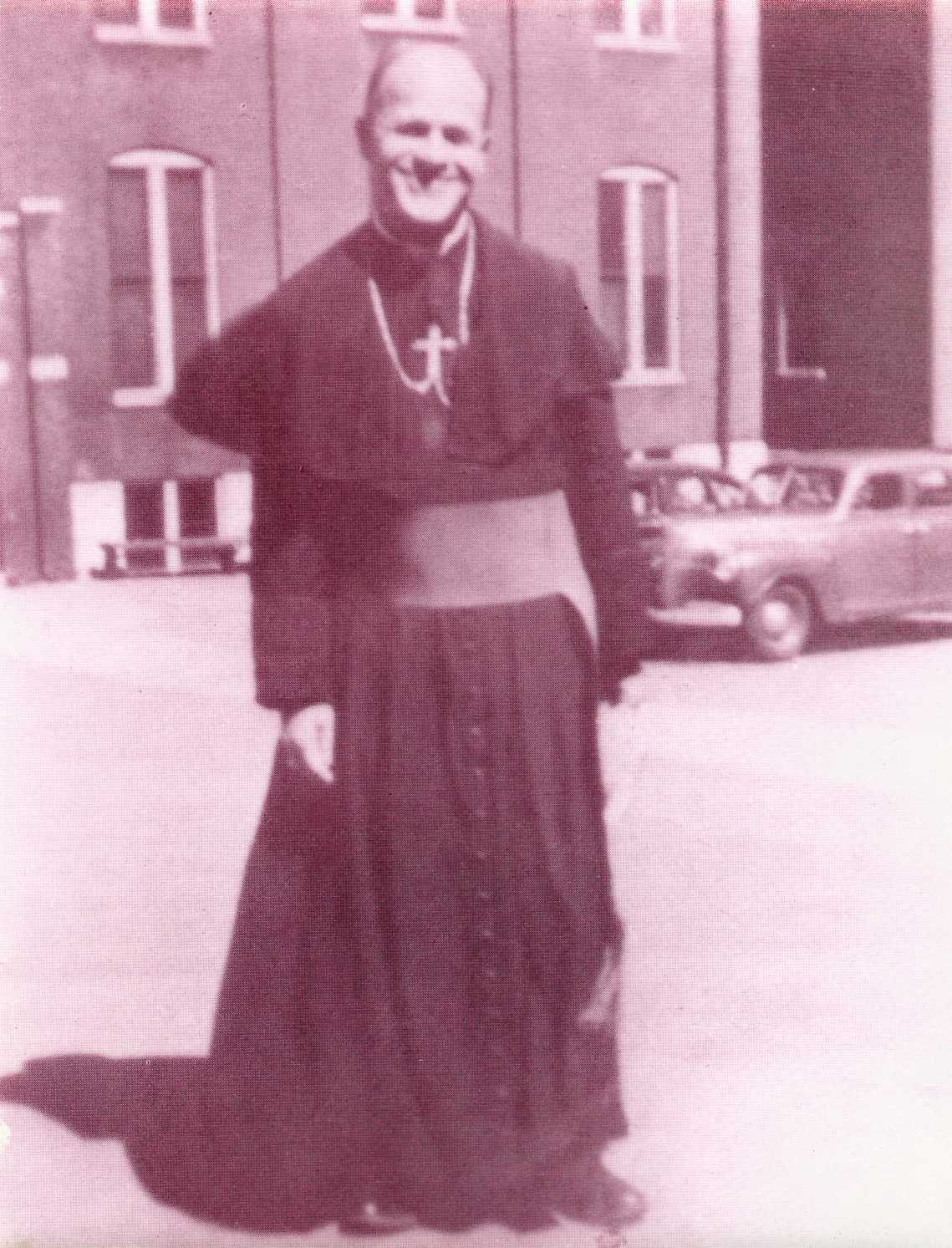
柏增主教

### 江門宗座代牧
- 華理柱主教, M.M.（1927年2月1日-1936年7月）：美國籍[6]
- 柏增主教,M.M.（1937年6月17日-1946年4月11日）：美國籍[7]

### 江門主教
- 柏增主教,M.M.（1946年4月11日-1968年2月3日）：美國籍
- 教座出缺（1968年-2011年）
  - 李磐石神父（1981年9月27日-2007年）：1981年自選自聖，未獲教宗認可。[8]
- 梁建森主教（2011年3月30日-現任）[9][10][11][12][13]